# Sten Mattsson
Erik Sten Sture "Knotan" Mattsson, född 16 juni 1928 i Karlskoga församling i Örebro län, död 2 februari 2013 i Bromma församling, var en svensk skådespelare.
Sten Mattsson filmdebuterade i Vårat gäng (film) 1942.
Han var från 1965 till sin död gift med Lena Gustafsson (1940–2016), syster till Björn Gustafson. Makarna fick en dotter 1971.
Mattsson avled 2013 och är begravd på Bromma kyrkogård.

## Filmografi
- 1942 – Vårat gäng
- 1942 – Vi hemslavinnor
- 1949 – Bara en mor
- 1949 – Lång-Lasse i Delsbo
- 1951 – Hon dansade en sommar
- 1952 – Trots
- 1952 – Säg det med blommor
- 1952 – För min heta ungdoms skull
- 1953 – Sommaren med Monika
- 1954 – Dans på rosor
- 1954 – Salka Valka
- 1955 – Vildfåglar
- 1955 – Den glade skomakaren
- 1955 – Hemsöborna
- 1955 – Sista ringen
- 1955 – Älskling på vågen
- 1956 – Åsa-Nisse flyger i luften
- 1956 – Lille Fridolf och jag
- 1956 – Tarps Elin
- 1956 – Johan på Snippen
- 1957 – Mamma tar semester
- 1957 – Lille Fridolf blir morfar
- 1957 – 91:an Karlsson slår knock out
- 1957 – Klarar Bananen Biffen?
- 1958 – Laila
- 1959 – Bara en kypare
- 1961 – Ljuvlig är sommarnatten
- 1962 – Chans
- 1963 – Det är hos mig han har varit
- 1964 – Bröllopsbesvär
- 1966 – Adamsson i Sverige
- 1968 – Bombi Bitt och jag (TV-serie)
- 1968 – Freddy klarar biffen

## Teater

### Roller (ej komplett)
| År   | Roll               | Produktion                                                                        | Regi                            | Teater        |
| ---- | ------------------ | --------------------------------------------------------------------------------- | ------------------------------- | ------------- |
| 1951 | Ralph, inspicient  | Kiss Me, Kate Cole Porter, Samuel Spewack och Bella Spewack                       | Sven Aage Larsen                | Oscarsteatern |
| 1952 | Radiotelegrafisten | South Pacific Richard Rodgers, Oscar Hammerstein och Joshua Logan                 | Sven Aage Larsen                | Oscarsteatern |
| 1953 | Adjutanten         | Sista valsen (Der letzte Walzer) Oscar Straus, Julius Brammer och Alfred Grünwald | Einar Beyron                    | Oscarsteatern |
| 1955 | Medverkande        | Club 13:s nojsfält, revy Gösta Severin                                            | Göte Arnbring                   | Nya Teatern   |
| 1956 |                    | Can-Can Cole Porter och Abe Burrows                                               | Ivo Cramér                      | Oscarsteatern |
| 1961 |                    | Så tuktas en argbigga (The Taming of the Shrew) William Shakespeare               | Sandro Malmquist                | Riksteatern   |
| 1961 | Mortimer           | Fantasticks (The Fantasticks) Tom Jones och Harvey Schmidt                        | Jackie Söderman Tom Dan-Bergman | Lilla Teatern |
| 1968 |                    | Kung Ubu (Ubu Roi) Alfred Jarry                                                   | Anders Frambäck                 | Riksteatern   |
| 1968 |                    | Spöket på Canterville (The Canterville Ghost) Oscar Wilde                         | Tom Lagerborg                   | Riksteatern   |
| 1969 |                    | Tjuvar ombord Per Edström                                                         | Bengt Blomgren Anders Frambäck  | Riksteatern   |
| 1973 |                    | Den girige (L'Avare) Molière                                                      | Bertil Lundén                   | Riksteatern   |